# Сульфирование
Сульфи́рование (сульфонирование) — введение сульфогруппы (—SO2OH) в органические соединения с образованием связи S-С. Помимо этого, в более общем смысле, сульфированием также называется введение в органические соединения группы —SO2X, где в роли заместителя X могут выступать гидроксогруппа, OAlk, ONa, OAr, галогены, NAlk2 и другие подобные комбинации.
Реакция сульфирования может быть как прямой, с использованием сульфирующих реагентов, например, серной кислоты или серного ангидрида, так и косвенной, когда сульфогруппа вводится в виде сульфоалкильного фрагмента (CH2)nSO2X.
Пример реакции прямого сульфирования:
{\displaystyle {\mathsf {R{\text{-}}H+HO{\text{-}}SO_{3}H\rightarrow R{\text{-}}SO_{3}H+H_{2}O}}}
Сульфирование проводят серным ангидридом, серной кислотой, олеумом и многими другими веществами.
Различают С-, N- и О-сульфирование. Последнюю реакцию, в ходе которой образуется связь O-S называют также сульфатированием, а продукты, которые при этом образуются — органическими сульфатами.
Реакция, обратная реакции сульфирования, в ходе которой происходит удаление группы —SO2X из органического соединения, называется реакцией десульфирования или десульфонирования.